# Latífa Maktúmová
Latífa Maktúmová (5. prosince 1985, Dubaj) je princezna z dubajské královské rodiny. V březnu 2018 se pokusila na jachtě uprchnout do Spojených států, útěk se jí však nezdařil. V další plavbě jí zabránily válečné lodě Indie a Spojených arabských emirátů. Od té doby byla devět měsíců nezvěstná.
V prosinci 2018 byly zveřejněny fotografie, na kterých je zachycena s bývalou irskou prezidentkou Mary Robinson. V únoru 2021 publikovala video, na kterém tvrdila, že je zadržovaná v hlídané vile a bojí se o život. V květnu téhož roku se objevila její fotografie na síti Instagram.

## Pokusy o útěk ze SAE
Latífa se o útěk poprvé pokusila v 16 letech. Na hranicích SAE však byla zadržena a poté strávila tři roky na samotce, kde ji fyzicky i psychicky mučili. Při druhém útěku jí pomáhal bývalý francouzský špion Hervé Jaubert. Latífa jej oslovila v roce 2011 poté, co se seznámila s jeho knihou o tom, jak sám z Dubaje uprchl. Přes Omán se pak vydala do Indického oceánu, kde na ni v mezinárodních vodách čekala Jaubertova jachta. Jejím cílem bylo dostat se do USA a tam požádat o azyl.
Po zadržení vojenským komandem byla devět měsíců nezvěstná. Až v prosinci 2018 byly zveřejněny její fotografie s bývalou irskou prezidentkou Mary Robinson. Ta tehdy Latífu označila za „problémovou mladou ženu“. Později ale uvedla, že ji „princeznina rodina“ strašlivě podvedla.
V únoru 2021 bylo zveřejněno video, na kterém Latífa tvrdila, že je zadržovaná v hlídané vile a bojí se o život. V dubnu téhož roku OSN požádala Emiráty o důkaz, že je Latífa naživu. V květnu 2021 se objevily její fotografie na síti Instagram.

## Rodina
Otcem Latífy je premiér Spojených arabských emirátů Muhammad bin Rašíd Al Maktúm a její matkou Alžířanka Huria Mášová. Její otec má s několika manželkami třicet dětí.
V roce 2000 uprchla do zahraničí tehdy osmnáctiletá sestra Latífy jménem Šamsa, která se nevrátila z dovolené ve Velké Británii. Za dva měsíce ji ale v Cambridge přepadla skupina mužů. Odvlekla ji do auta a unesla zpět do Dubaje.
V březnu 2020 britský soud dospěl k závěru, že šejk nařídil únos svých dvou dospělých dcer a zorganizoval i zastrašovací kampaň vůči bývalé manželce Háje.